# Ifni

Ifni

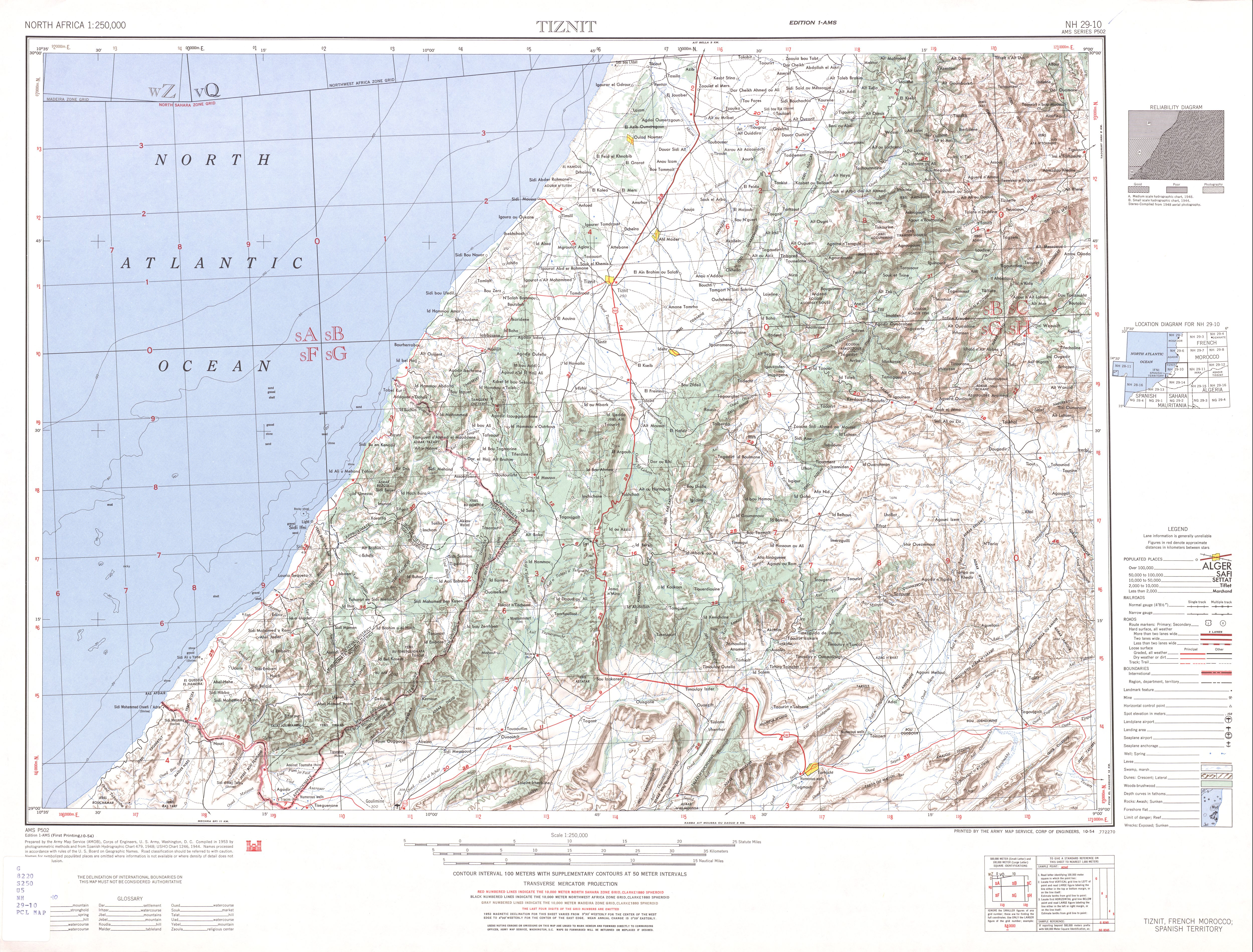
Mapa on apareixen els límits aproximats de la província d'Ifni.

Ifni (en àrab إفني, Ifnī) és un territori del sud-oest del Marroc, ocupat per Espanya i convertit en província espanyola fins al 30 de juny de 1969, data en la qual es produeix la cessió al Regne del Marroc. En 2009 va esdevenir una província marroquina en el Pla de Reforma Territorial de l'Estat (regió de Souss-Massa-Draâ), amb 2 municipis urbans i 17 rurals. Té una extensió de 1.502 km² i uns 54.000 habitants. La seva capital és Sidi Ifni.

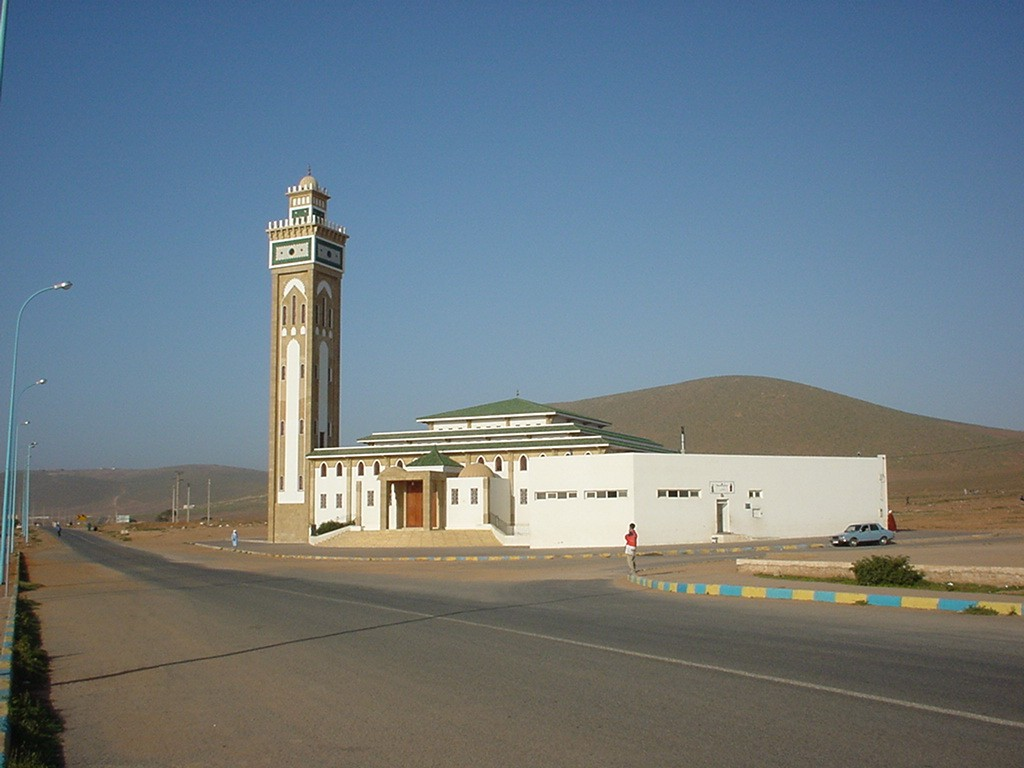
Sidi Ifni

Es tracta d'una franja de terra d'uns vuitanta quilòmetres de costa i vint-i-cinc quilòmetres cap a l'interior situada en la costa atlàntica entre els contraforts de l'Anti-Atles i l'oceà. Es troba a uns 300 km. (170 milles nàutiques) de l'illa de Lanzarote. El clima és àrid, més suau a la franja costanera, amb una pluviositat irregular i temperatures altes i regulars. La població està composta fonamentalment per la tribu amaziga dels Aït Baâmrane, de religió musulmana.

Mapa d'Ifni (1953)

Hi ha cultius de subsistència d'ordi, argan (la pastura típica dels camells) i blat. La colonització espanyola va introduir el cultiu del ricí, de les llavors del qual s'extreuen olis lubrificants, i de l'atzavara, que proporciona fibres tèxtils. Ramaderia extensiva de bestiar caprí, oví i boví (a més de camells) i explotació pesquera en la costa. L'única població important és Sidi Ifni. Les altres localitats són petits poblats amb uns pocs centenars d'habitants. La llengua oficial és l'àrab però s'estudia el francès i l'espanyol al Centre Juvenil Cultural de la ciutat.

## Població
| Població          | Habitants | Europeus | % de europeus |
| ----------------- | --------- | -------- | ------------- |
| Cens de 1960      | 49.889    | 8.219    | 16,5%         |
| Estimació de 1965 | 52.536    | 9.376    | 17,8%         |

## Història
La presència espanyola a la regió data de l'època dels Reis Catòlics, quan Diego García de Herrera va fundar en un lloc de la costa utilitzat com a base temporal de mariners i pescadors espanyols des de feia temps (el Río de la Mar Pequeña), una torre esclavista anomenada Santa Cruz de la Mar Pequeña (1476 o 1478), Torre de Santa Cruz o Santa Cruz de África, reconstruïda en 1496. La importància de l'establiment derivava de ser base de les expedicions espanyoles a la recerca d'esclaus. Els espanyols en van ser desallotjats en 1524 pels amazics de la zona.
El Marroc va reconèixer a Espanya un territori com a dret per aquest antic establiment el 26 d'abril de 1860, mitjançant el Tractat de Pau i d'Amistat entre Espanya i el Marroc signat a Tetuan, després d'una guerra curta. Se sabia que la torre estava situada prop de Tarfaya, però es va al·ludir al fet que s'ignorava la localització exacta d'aquella base espanyola perduda al segle xvi, de manera que determinar quin lloc havia de cedir-se a Espanya va ser objecte de tota mena d'hipòtesis. Es va proposar la desembocadura de diversos rius: el Draa, el Schbeika, el Massa, l'Assaka, i fins i tot la ciutat d'Agadir, entre altres localitzacions possibles. Finalment es va optar per la coneguda com Sidi Ifni, encara que recerques recents apunten al fet que poden reconèixer-se les restes del fort de Santa Cruz en el lloc conegut com a Puerto Cansado (que també s'ha conegut successivament amb els noms d'Argila, ErRjeila, Guader, Agwitir, Port Hillsborough, Khnifir o El Kra'an).
Malgrat quedar decidida la ubicació a Sidi Ifni, la presència espanyola va ser inexistent fins al 6 d'abril de 1934, quan el coronel Capaz va prendre possessió de la zona amb un petit nombre de soldats en nom de la República espanyola. No obstant això, els límits de la colònia, fixats per un tractat de 1912 amb França, són notablement més reduïts que els establerts en 1860.
Amb motiu de la revolta militar de 1936 contra la República Espanyola, el territori queda en mans del bàndol revoltat des del principi. Es van formar els coneguts com Tabors de Tiradors d'Ifni que van ser 6, si comptem al de Sàhara-Ifni i es van fer famosos en aquest conflicte.
El territori va ser administrat per un sotsgovernador dependent dels governadors de Río de Oro, i sota la superior autoritat de l'Alt Comissionat al Protectorat Espanyol del Marroc. Del 1946 al 1952, va conservar el mateix estatus, però sota el governador general de l'Àfrica Occidental Espanyola (entitat que agrupava les colònies del Sàhara Espanyol i Cap Juby, amb capital a Villa Bens –actual Tarfaya–, al Marroc). La capital n'era Sidi Ifni.
Des que el Marroc va obtenir la independència en 1956, va reclamar el territori en diverses ocasions. La primera a l'agost de 1957, al·legant que el tractat franco-espanyol de 1912 havia estat derogat. A la fi de 1957 es van produir greus incidents fronterers, que van representar el principi de la Guerra d'Ifni; les guarnicions de Ifni foren atacades per tropes irregulars liderades per nacionalistes marroquins del partit Istiqlal i recolzades tàcitament pel rei, autodenominades Exèrcit d'Alliberament Marroquí. L'Exèrcit espanyol es va retirar de la major part del territori amb el propòsit d'establir una línia defensiva que fos limitada, propera a la capital, fàcil de defensar i impenetrable. L'ELM es va limitar a prendre el control d'aquest territori abandonat. Si bé aquesta guerra mai no va ser formalment declarada ni finalitzada, Espanya i el Marroc van signar l'1 d'abril de 1958 els acords de Angra de Cintra, pels quals se cedia Cap Juby (amb capital a Villa Bens, actual Tarfaya) al Marroc al juny de 1958, en compliment dels acords d'independència del Marroc en 1956.
El 12 de gener de 1958, el govern de Madrid la va constituir en província espanyola ultramarina. La superfície era d'aproximadament 1.500 km, formant un territori de 100 km de llarg per 20 d'ample. Tanmateix el territori perdut en Ifni no va ser recuperat, passant de fet al Marroc; les posicions militars de la línia defensiva espanyola van constituir la frontera fins al mateix moment de la retrocessió d'Ifni al Marroc en 1969. L'administració d'Espanya sobre el territori de Ifni era efectiva només en els voltants de la capital, Sidi Ifni.
Durant els següents anys, la pressió internacional (Resolució 1514 de l'Assemblea General de les Nacions Unides de 14 de desembre de 1960 sobre descolonització, en la qual s'incloïa l'Ifni com a Territori No Autònom; resolució 2072(XX) de les Nacions Unides de 16 de desembre de 1965, en la qual s'insta al govern d'Espanya com potencia administradora, a descolonitzar els territoris de Ifni i Sàhara Occidental) va fer que Espanya comencés les converses amb el Marroc que van desembocar, al començament de 1969, en l'acord de retrocessió del territori al Marroc –acord del govern d'Espanya de 12 d'octubre de 1968–. La bandera espanyola es va arriar de Sidi Ifni el 30 de juny de 1969.

### Província d'Ifni
Ifni va constituir des de 1958 (acabada la guerra) fins a gener de 1969 (retrocessió al Marroc) una província espanyola, regida per un governador general, que enviava procuradors a les corts franquistes; però en la pràctica era,  territorialment, només un nucli poblacional (una ciutat) espanyol més.

## Governadors
- 1958 - 1961 Mariano Gómez-Zamalloa y Quirce
- 1961 - 1964 Joaquín Agulla Jiménez Coronado
- 1964 - 1965 Adolfo Artalejo Campos
- 1965 - 1967 Marino Trovo Larrasquito
- 1967 - 1969 José Rodríguez